# 137052 Tjelvar
137052 Tjelvar este o planetă minoră (asteroid) din Asteroid Apollo. A fost descoperită pe 15 noiembrie 1998 la Observatorul European Austral de Claes-Ingvar Lagerkvist⁠(d) și a fost numită după Þjelvar⁠(d). 
Obiectul prezintă o orbită caracterizată de o semiaxă mare de 1,2478229818018 UAi, o excentricitate de 0,8096, o înclinație de 14,9327 ° în raport cu ecliptica.